# Emil Rusu

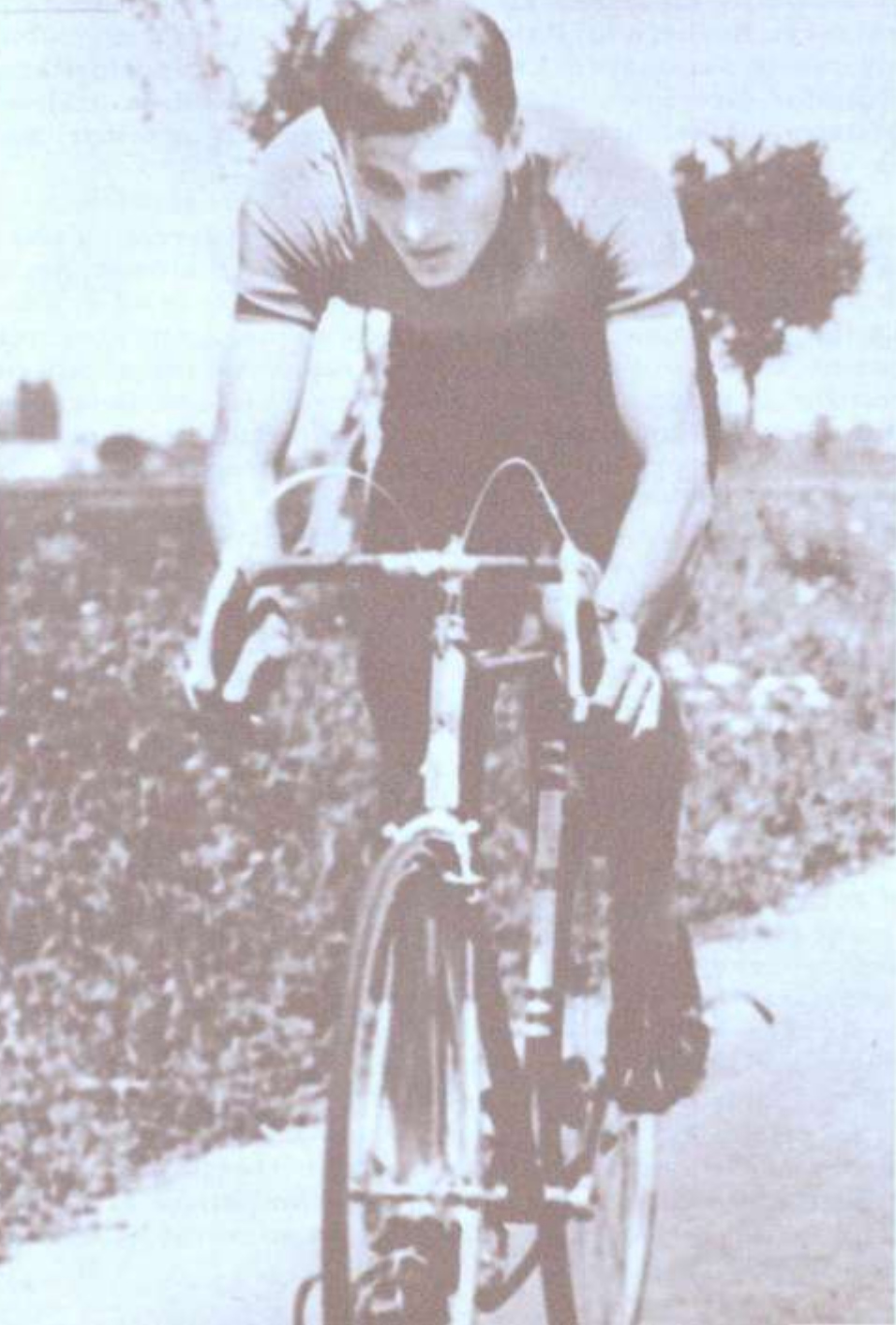
Emil Rusu (1967)

Emil Rusu (* 26. Dezember 1946 in Bujoreni) ist ein ehemaliger rumänischer Radrennfahrer und nationaler Meister im Radsport.

## Sportliche Laufbahn
Rusu war im Straßenradsport aktiv. Er war Teilnehmer der Olympischen Sommerspiele 1964 in Tokio. Im olympischen Straßenrennen wurde er beim Sieg von Mario Zanin als 58. klassiert. Die rumänische Mannschaft belegte mit Rusu, Gheorghe Bădără, Ion Cosma und Constantin Ciocan im Mannschaftszeitfahren den 9. Rang.
1968 war er erneut für Rumänien bei den Olympischen Sommerspielen in Mexiko-Stadt vertreten. Im olympischen Straßenrennen schied er beim Sieg von Pierfranco Vianelli aus. In den Wettbewerben im Bahnradsport trat er in der Einerverfolgung an und schied in der Qualifikation aus. Rusu war der einzige Radsportler Rumäniens bei den Spielen.
In der Rumänien-Rundfahrt 1967 konnte er den Gesamtsieg erringen. Ein Jahr später gewann er die Bergwertung der Rundfahrt. 1968 wurde er nationaler Meister im Einzelzeitfahren. An der Internationalen Friedensfahrt nahm er 1970 teil, schied aber vorzeitig aus. Im Bahnradsport gewann er 1968 die nationale Meisterschaft in der Einerverfolgung und im Zeitfahren.